# Diccionario en línea
Un diccionario en línea o diccionario digital es un diccionario creado en soporte digital, frente a los diccionarios tradicionales, que emplean un soporte físico, habitualmente papel. Los diccionarios en línea surgen del auge de internet y las nuevas tecnologías, junto al nacimiento de nuevas metodologías de aprendizaje, tales como el aprendizaje electrónico, aprendizaje semipresencial (B-learning), etc.

## Tipos de diccionario
Podemos encontrar más de tres tipos de diccionarios en línea, según su construcción tecnológica:
- Los vinculados a una página web mayor, como la de la Real Academia Española
- Los que constituyen una página web en sí mismos
- Los que han sido diseñados en forma de aplicación móvil, como por ejemplo con la app android Oxford Dictionary of English.

Según el tipo de información proporcionado los diccionarios pueden clasificarse como:
- Diccionarios monolingües
- Diccionarios bilingües
- Tesauros

## Funcionamiento
El funcionamiento de estos diccionarios es bastante sencillo para el usuario. Estos diccionarios cuentan con un motor de búsqueda que accede a una base de datos creada y guardada por el creador de la web y/o la aplicación. Esta base de información semántica puede ser de creación propia u originaria de un diccionario físico.
Por su parte, el usuario ha de limitarse a introducir en la ventana de búsqueda la palabra cuyo significado quiere conocer o traducir, y al cabo de pocos segundos, el motor de búsqueda localizará la respuesta a la consulta y la mostrará en pantalla. Habitualmente suelen aparecer el enlace a palabras derivadas de la que se ha buscado, para facilitar al usuario el aumentar su conocimiento si así lo desea.